# Seweryn Popiel
Seweryn Popiel (zm. 23 grudnia 1891 w Stryju) – doktor praw, adwokat, polityk samorządowy, przedsiębiorca.

## Życiorys
Od około 1857 był praktykantem konceptowym C. K. Prokuratury Finansowej we Lwowie, skąd w tym charakterze około 1859/1860 był przydzielony do ekspozytury w Czerniowcach. Od około 1860 do około 1862 był koncepistą finansowym w C. K. Prokuraturze Finansowej we Lwowie. Około 1861 uzyskał stopień doktora.
Jako koncepista prokuratury na początku 1863 został mianowany adwokatem. Od tego czasu był adwokatem krajowym w Sanoku w okręgu C. K. Sądu Obwodowego w Przemyślu; początkowo jednym z dwóch obok Erazma Łobaczewskiego, a po wyjeździe tegoż z miasta od 1869 był jedynym w Sanoku, zaś od około 1871 ponownie był jednym z dwóch (drugim został Stanisław Schmiedt), następnie od około 1872 jednym z trzech (przybył Stanisław Bieliński) i pozostawał w tej roli do około 1874. Jednocześnie od około 1873 do około 1874 był adwokatem przy C. K. Sądzie Powiatowym w Sanoku. Należał do Izby Adwokackiej w Przemyślu.
Po ustanowieniu autonomii galicyjskiej został wybrany radnym miejskim w Sanoku w 1867 oraz 14 marca tego roku wybrany asesorem w urzędzie gminy miasta Sanoka. Został wybrany do trzyosobowej delegacji wręczenia Namiestnikowi Galicji Agenorowi Gołuchowskiemu dyplomu tytułu honorowego obywatelstwa Sanoka (przyznanego w 1867), a w 1868 został wybrany do trzyosobowej delegacji miasta na uroczystości powtórnego pogrzebu króla Kazimierza III Wielkiego w Krakowie. W radzie w 1868 wnioskował o powołanie w Sanoku seminarium nauczycielskiego, a ponadto wskutek jego starań w programie szkoły męskiej pojawiła się gimnastyka. Po kolejnych wyborach uzyskał reelekcję w radzie i został wybrany asesorem 14 kwietnia 1870. W wyborach 10 listopada 1868 kandydował na urząd zwierzchnika (naczelnika) gminy Sanoka, ulegając Janowi Okołowiczowi. 10 października 1867 został wybrany członkiem Rady c. k. powiatu sanockiego, wybrany z grupy gmin miejskich i pełnił funkcję zastępcy członka wydziału powiatowego. Uzyskał reelekcję i był członkiem Rady od 1870 do około 1874. 10 grudnia 1868 został wybrany prezesem zarządu oddziału (filii) sanockiego Polskiego Towarzystwa Pedagogicznego w miejsce Erazma Łobaczewskiego, powtórnie wybrany. Według relacji z 1870 w Płowcach pod Sanokiem działała tzw. „spółka adwokacka” (dr Seweryn Popiel, Erazm Łobaczewski i inni), ukierunkowana na wydobycie nafty. 3 września 1871 został wybrany kuratorem w ramach Stowarzyszenia Czeladzi „Gwiazda” w Sanoku. Uczestniczył w Wystawie Światowej w Wiedniu 1873 w zastępstwie Jana hr. Tarnowskiego z podsanockich Płowiec, zgłosiwszy swój udział w grupie I (górnictwo i hutnictwo) przedstawiając surowy produkt oleju skalnego i statystykę produkcji (według innej relacji naftę i mapę kopalni) oraz w grupie III awizując naftę destylowaną.
Od około 1874 do końca życia był adwokatem w Stryju w okręgu C. K. Sądu Obwodowego w Samborze i jednocześnie przy C. K. Sądzie Powiatowym w Stryju. Należał do C. K. Galicyjskiego Towarzystwa Gospodarskiego, od około 1876 do około 1879 był członkiem oddziału stryjskiego, a od około 1883 do około 1877 oddziału stryjsko-drohobyckiego. Od około 1877 był członkiem Rady c. k. powiatu stryjskiego, wybrany z grupy gmin miejskich i pełnił funkcję zastępcy członka wydziału powiatowego. Około 1881 uzyskał reelekcję w Radzie i od tego czasu pełnił funkcję członka wydziału powiatowego, a od około 1883 do końca życia piastował stanowisko zastępca prezesa wydziału powiatowego. Od około 1884 do końca życia był jednym z dyrektorów Kasy Oszczędności w Stryju.
Zmarł 23 grudnia 1891 w Stryju.